# Gurú Hargobind

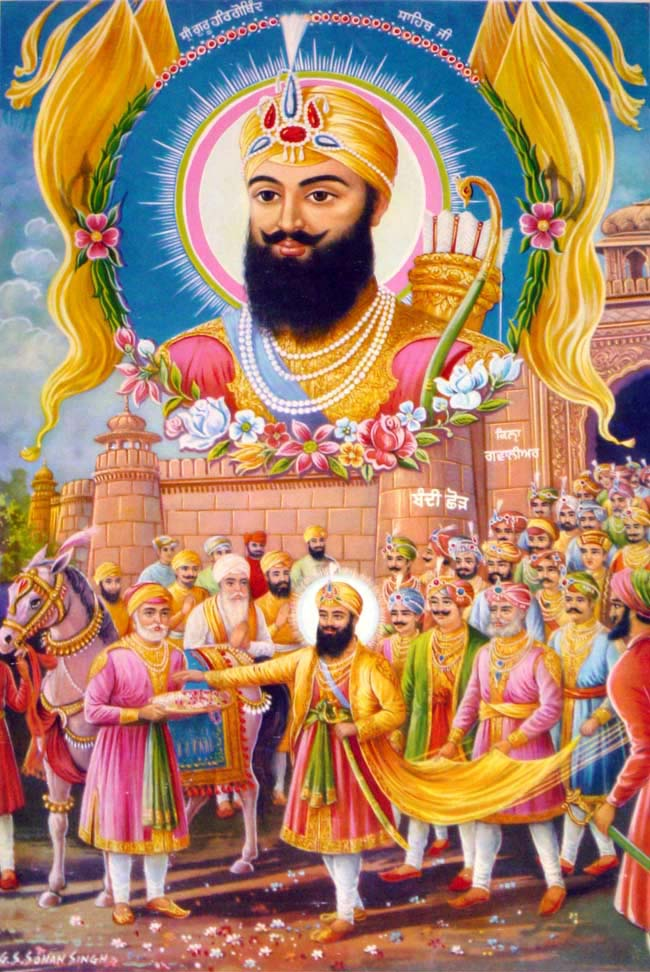
Gurú Hargobind es liberado del Fuerte Gwalior por órdenes de Jahangir

Gurú Hargobind (Amritsar, 5 de julio de 1595-19 de marzo de 1644) fue el sexto gurú del sijismo, desde el 11 de junio de 1606, hasta el día de su muerte, ocurrida el 19 de marzo de 1644. Él era hijo de Gurú Arjan, quién fue ejecutado en mayo de 1606, cuando Hargobind tenía 10 años de edad. Antes de su muerte, Hargobind nombró a su nieto, Gurú Har Rai Sahib Ji, como su sucesor.
A lo largo de la historia, se le ha considerado a Hargobind como un enemigo mortal del Imperio Mogol, ya que fue el primer gurú del sijismo en involucrarse en una guerra con dicho imperio, librando importantes batallas, como la Batalla de Rohilla, Batalla de Amritsar, y la Batalla de Kartarpur. Además, se le atribuyé Akal Takht, el principal centro de autoridad religiosa del sijismo en la India, y se encuentra ubicado en Amritsar, frente al Templo Dorado. También, cabe destacar que, tras el martirio de su padre, Hargobind introdujo al sijismo algunas artes marciales y armas para la defensa personal.
Hargobind siempre cargaba dos espadas: una por razones espirituales y la otra por razones mundanas.

## Relaciones con Jahangir y las guerras con mogoles
Las razones de Gurú Har Gobind para armar sus seguidores eran muchos. Tanto el exterior como interiormente, la situación fue cambiando, y la política del Gurú tuvo que ajustarse a un nuevo entorno. El desarrollo de la organización del sijismo había tomado lugar sobre todo durante los días tolerantes de Akbar, que nunca había interferido con él, lo hubiera hecho, por el contrario, incluso ayudó a los gurús de varias maneras. Sin embargo, la ejecución de Gurú Arjan a manos de Jahangir y el encarcelamiento de Hargobind definitivamente demostró que días más severas fueron por delante, y la política de mera organización pacífica ya no era suficiente. Gurú Arjan había previsto y el Gurú Har Gobind también vio claramente que ya no sería posible para proteger a la comunidad Sikh sin la ayuda de las armas. Él tenía un establo de ochocientos caballos, trescientos seguidores montados estaban constantemente presentes en él, y una guardia de cincuenta y seis mecha-hombres aseguran su seguridad en persona.
Jahangir no podía tolerar la política armada de Hargobind y por lo tanto lo encarceló. La principal razón para dejarlo después de años era que había un montón de informes de todo lo largo y ancho del país que la gente estaba contra el trono debido a la popularidad del gurú, así como el martirio injustificado del quinto Gurú. Una gran cantidad de personas estaban siguiendo el sijismo, y existía la posibilidad de un golpe de Estado si el Gurú no fue relevado como muy pronto. Así las cosas, hubo 52 reyes hindúes en la cárcel de Gwalior en aquel momento, las políticas de Jahangir contra el pueblo mayoritario locales eran opresivas en la naturaleza. Por lo tanto, la situación le obligó a pedir la liberación de Shri Gurú Har Gobind Saheb y salvar el trono.
Durante el reinado de Shah Jahan, las relaciones se hicieron amargas de nuevo, por Shah Jahan era intolerante. Destruyó el Sikh baoli en Lahore. Las peleas que comenzaron originalmente sobre los halcones y caballos entre funcionarios de Mughal y el Sikhs posteriormente condujeron a levantamientos a gran escala y fueron responsables de la muerte de miles de personas en ambos lados. Las batallas se libraron en Amritsar, Kartarpur y en otros lugares. Él derrotó a las tropas imperiales cerca de Amritsar. El Gurú fue nuevamente atacado por un destacamento provincial, pero los atacantes fueron derrotados y sus líderes asesinados. Hargobind agarró una espada y marchó con sus soldados destinados en las tropas del imperio, o con audacia los llevó a oponerse y vencer a los gobernadores provinciales o enemigos personales.
Un amigo de la infancia de Hargobind, Painde Khan, cuya madre había sido la enfermera del Gurú, se había convertido en su enemigo. La causa determinada, en algunas versiones, fue un valioso halcón de un seguidor del gurú que fue tomada por Khan, y cuando pidió, se resentía por él. Otras cuentas cuentan la vanidad de Khan y su orgullo. Esta oportunidad fue utilizada por los funcionarios de Mughal, que vio Hargobind como un peligro siempre presente. Painde Khan fue nombrado jefe de las tropas provinciales y marchó sobre el Gurú. Hargobind fue atacado, pero el guerrero apóstol mató al amigo de su juventud, de su propia mano, y volvió a demostrar un vencedor.
Hay un incidente narrado por ambas cuentas nativos sijs y musulmanes. Durante una de las batallas, Hargobind fue trasladado de urgencia al enojo por un soldado. Él no sólo preservará el golpe, pero golpeó y dejó muerto el soldado a sus pies. "No es así, pero así es la espada usada", una observación desde el que se señala a la influencia que "Hargobind no golpeó con ira, pero deliberadamente y dar instrucciones, porque la función del Gurú es enseñar". Hargobind tuvo muchas dificultades del mismo tipo, pero su Sikhs siempre reunió en torno a él. Gurú Har Gobind murió en Kiratpur Rupnagar, Punjab, el 19 de marzo de 1644.

## Efectos
Durante la era de Hargobind, los sijs aumentado considerablemente en número, y la política fiscal del Gurú Arjan y el sistema de armado del Gurú Har Gobind ya se habían formado los sijs en una especie de entidad separada dentro del imperio. El Gurú no era consciente de su influencia latente, pero en su vida privada nunca se olvidó de su carácter genuino, y siempre se hacía llamar Nanak, en deferencia a la firme creencia de su Sikhs, que el alma de su gran maestro estaba vivo en cada una de sus sucesores.
Hargobind tenía ningún respeto por la adoración de ídolos. Uno de sus seguidores le cortó la nariz de un ídolo, las quejas de varios jefes vecinos, convocó a los sijs a su presencia, el culpable negó el hecho, pero agregó, irónicamente, que si el ídolo dio testimonio en su contra, él aceptaría castigo de buena gana. "O tonto", respondió a los jefes, "¿cómo va a hablar el ídolo?" Respondió el Sikh, "Si él no puede salvar su cabeza, entonces ¿cómo va usted hacer uso?"

## Legado
El siguiente es un resumen de los puntos principales de la vida Gurú Har Gobind Sahib Ji:
- Transformado la fraternidad Sikh introduciendo artes marciales y armas para la defensa de las masas después del martirio de su padre.
- Militarizado el movimiento sij - lleva dos espadas de Miri y Piri.
- Construido el Akal Takht en 1608 - que en la actualidad es uno de los cinco Takhts de los sikhs.
- Fundada la ciudad de Kiratpur en el Distrito Jalandhar, Punjab.
- Fue encarcelado en el fuerte de Gwalior por un año y en la liberación insistió en que 52 compañeros presos sean liberados también. Con este motivo, los sijs celebran Bandi Chhor Divas.
- El primer Gurú de participar en la guerra.
- Luchó cuatro batallas contra los gobernantes Mughal.
- La ciudad Hargobindpur, en la región de Punjab Majha, lleva su nombre, que ganó el relevo de mogoles tras vencer en una batalla.